# Восход 2
„Восход 2“ – Съветски пилотиран космически кораб, от който излиза за първи път в света космонавт в открития космос.
Полетът протича от 18 до 19 март 1965 г. и е с продължителност 1 денонощие 2 часа и 2 минути.

## Параметри на орбитата
- Маса: 5682 кг
- Перигей: 167 км
- Апогей: 475 км
- Наклон: 64,8°
- Период: 90,9 мин
- Изминато разстояние: 717.330 км

## Екипаж

### Основен екипаж
- Павел Беляев – командир на полета.
- Алексей Леонов – пилот. Става първият човек, излязъл в откритото космическо пространство.

### Дублиращ екипаж
- Виктор Горбатко – командир;
- Евгений Хрунов

По-късно към подготовка за полета пристъпва и Дмитрий Заикин.

## Особености на космическия кораб
Корабът „Восход-2“ е модифициран в сравнение с кораба „Восход-1“. „Восход-1“ е за екипаж от трима космонавти. Кабината му е толкова тясна, че космонавтите са без скафандри при полета. „Восход-2“ имал две места за космонавти и монтирана шлюзова камера „Волга“. В началото на полета тя е сгъната, в това състояние имала размери: диаметър – 70 см, дължина – 77 см. Теглото и било 250 кг. В космоса, шлюзовата камера се разгъвала. Нейните размери в разгънато състояние са: външен диаметър – 1,2 м, вътрешен диаметър – 1 м, дължина – 2,5 метра. Преди кацане камерата се отделя от кораба.
За излизане в открития космос, в НПО „Звезда“ е създаден специален скафандър „Беркут“. Тренировки за излизане в открития космос провежда Aлексей Леонов.